# Kim Na-young
Kim Na-young (hangul: 김나영), född 31 december 1991 i Seoul, är en sydkoreansk sångerska som blev känd 2015 med låten "What If It Was Going".
Hennes debutalbum From the Heart släpptes den 18 oktober 2016. Hon har även spelat in OST till ett flertal sydkoreanska TV-serier. Låten "Once Again" som hon framför tillsammans med rapparen Mad Clown är OST till Descendants of the Sun som sändes på KBS år 2016 och har nått andra plats på den nationella singellistan Gaon Chart.

## Diskografi

### Album
| Albuminformation                                       | Topplacering          |
| Albuminformation                                       | Sydkorea (Gaon Chart) |
| ------------------------------------------------------ | --------------------- |
| From the Heart (Studioalbum) - Släppt: 18 oktober 2016 | —                     |

### Singlar
| År   | Titel                    | Topplacering          |
| År   | Titel                    | Sydkorea (Gaon Chart) |
| ---- | ------------------------ | --------------------- |
| 2014 | "Sometimes I..."         | 32                    |
| 2014 | "As You Told Me"         | 42                    |
| 2015 | "Never"                  | 108                   |
| 2015 | "Believe Me"             | 163                   |
| 2015 | "What If It Was Going"   | 1                     |
| 2016 | "Watch Memories"         | 25                    |
| 2016 | "No Blame"               | 60                    |
| 2017 | "Being an Adult"         | 40                    |
| 2017 | "Tears" (med Monday Kiz) | 35                    |

### Soundtrack
| År   | Titel                           | Topplacering          | Serie                    |
| År   | Titel                           | Sydkorea (Gaon Chart) | Serie                    |
| ---- | ------------------------------- | --------------------- | ------------------------ |
| 2014 | "You Let Me Go With a Smile"    | —                     | Trot Lovers              |
| 2014 | "Hope and Hope"                 | —                     | Marriage, Not Dating     |
| 2015 | "Ordinary Farewell"             | —                     | The Girl Who Sees Smells |
| 2015 | "If I Did"                      | —                     | Orange Marmalade         |
| 2015 | "To Me, You"                    | —                     | Bubble Gum               |
| 2016 | "Once Again" (med Mad Clown)    | 2                     | Descendants of the Sun   |
| 2016 | "Say Goodbye (My Heart Speaks)" | 28                    | Uncontrollably Fond      |